# Beechcraft Bonanza
 Бичкрафт Бонанза — американский лёгкий самолёт общего назначения. Первая версия этого легендарного самолёта поднялась в воздух 22 декабря 1945 года. С тех пор самолёт претерпел множество изменений и модернизаций (всего выпускалось более 45 модификаций) и выпускался фирмой Hawker Beechcraft Corporation до 1996 года. Сейчас выпускается Textron Aviation Inc в версии Beechcraft Bonanza G36.

## Модификации
V-35 — Модель с V-образным хвостом. Производилась с 1947 года по 1982 год.
G36 — Классический низкоплан, выпускается до сих пор.

## Лётно-технические характеристики

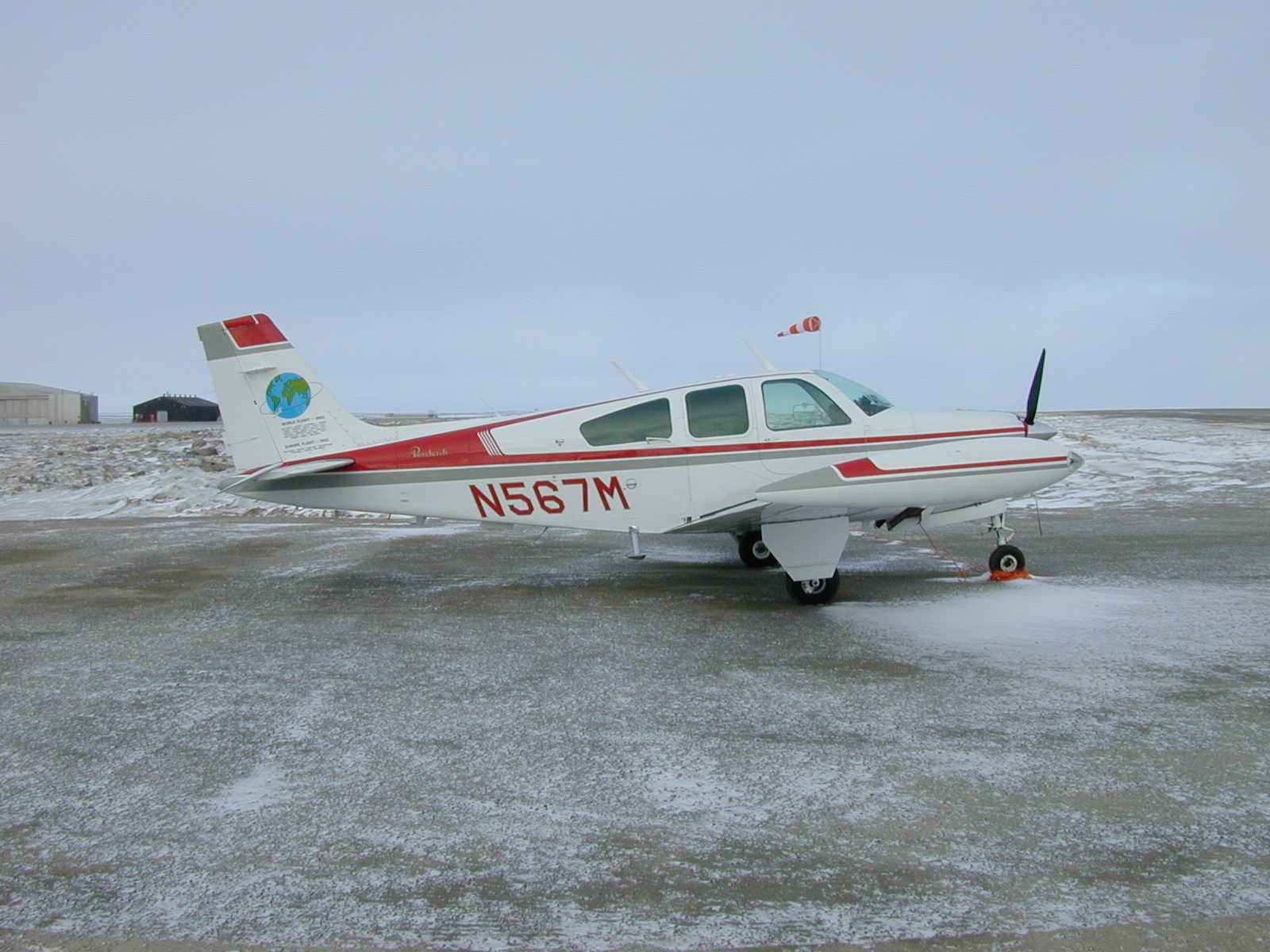
BE33 (N567M) at Cambridge Bay Airport, Nunavut, Canada

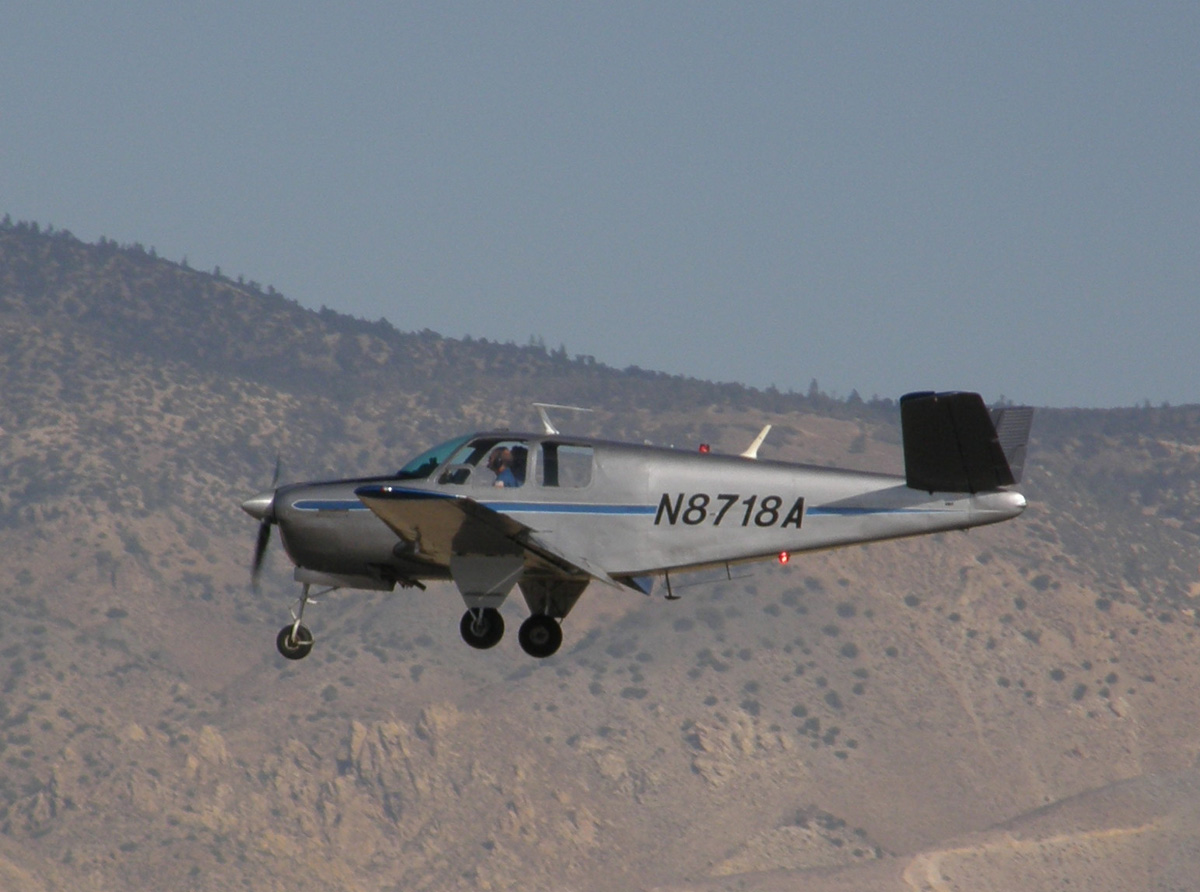
B35 c V-образным хвостовым оперением

Приведённые ниже характеристики соответствуют модификации D35:

### Технические характеристики
- Экипаж: 1 человек
- Пассажировместимость: 4-6 человек
- Длина: 7,67 м
- Размах крыла: 10,01 м
- Высота: 2,31 м
- Площадь крыла: 16,5 м²
- Коэффициент удлинения крыла: 6,2
- Масса пустого: 760 кг
- Максимальная взлётная масса: 1236 кг
- Двигатели: 1× Continental E-185-11
- Мощность: 1×205 л. с. (153 кВт)
- Коэффициент лобового сопротивления при нулевой подъёмной силе: 0,0192
- Эквивалентная площадь сопротивления: 0,32 м²

### Лётные характеристики
- Максимальная скорость: 306 км/ч
- Скорость сваливания: 101 км/ч
- Практическая дальность: 1 247 км
- Скороподъёмность: 5,6 м/с
- Аэродинамическое качество: 13,8

## Технические данные Beechcraft Bonanza G-36 (текущая модификация)
- Максимальная крейсерская скорость — 326 км/ч
- Практический потолок — 5639 м
- Расстояние для взлёта — 583 м
- Расстояние для посадки — 442 м
- Максимальная скороподъёмность — 375 м/мин
- Дальность полёта — 1695 км (2 человека, ортодромия, экон. крейсерская скорость, стандарт. условия атмосферы, эшелон — 3658 м, резерв — 45 мин)
- Максимальная стояночная масса — 1662 кг
- Максимальная взлётная масса — 1656 кг
- Максимальная посадочная масса — 1656 кг
- Масса без топлива — 1175 кг
- Вместимость топлива — 280 л (avgas 100ll)
- Максимальная коммерческая нагрузка — 481 кг
- Высота — 2,62 м
- Длина — 8,38 м
- Размах крыла — 10,21 м
- Максимальная вместимость — 6 человек (1-2 пилота, 5-4 пассажира соответственно)
- Производитель двигателя — Continental Motors
- Модель двигателя — IO-550-B
- Мощность — 300 л. с. при 2700 об/мин
- Межремонтный интервал — до 2100 ч, 12 лет
- Производитель винта — Hartzell
- Модель винта — трёхлопастный, с постоянным шагом